# Rosamunde Pilcher: Die versprochene Braut
Die versprochene Braut ist ein deutscher Fernsehfilm von Dieter Kehler aus dem Jahr 2013. Bei dem in der Rubrik „Herzkino“ startenden ZDF-Sonntagsfilm handelt es sich um die 118. Folge der Rosamunde-Pilcher-Filmreihe nach der Kurzgeschichte „A Matter of Pride“ der Schriftstellerin. Collien Ulmen-Fernandes und Jochen Schropp sind in den Hauptrollen besetzt, Denise Zich, Nele Kiper und Peer Jäger in tragenden Rollen.
Das ZDF schrieb über die Rosamunde-Pilcher-Reihe, dass die Filme, die auf den Werken der Autorin beruhen, „Geschichten voller Liebe, Romantik und Leidenschaft – durchsetzt von dramatischen Schicksalsschlägen, Intrigen und Machenschaften“ erzählen würden. „Doch eines [sei] sicher: Trotz aller Irrungen und Wendungen – auf das Happy End an der Küste Cornwalls [sei] Verlass!“

## Handlung
Das Fünfsternehaus „The Dolphin-Hotel“, das in grandioser Lage in Cornwall liegt, hat Schwierigkeiten. Das bisher vor allem bei Hochzeitspaaren sehr beliebte Hotel wird zunehmend weniger gebucht. Daran ändern auch umfangreiche Investitionen nichts. Die überwiegend englischen Gäste haben sich umorientiert und verbringen ihre Flitterwochen lieber in den exotischen Gefilden der Malediven. Selbst Nell Christie, die Frau des aktuellen Besitzers Andrew Christie, verlässt ihren Mann, um ein Hotel zu leiten, das mehr Sonnenstunden zu verzeichnen hat.
Das bringt Christie auf die Idee, die Leistungen seines Hotels auf dem indischen Markt anzubieten. Allerdings bedarf es einer Lüge, den Reiseveranstalter Nigel Hayes dazu zu bewegen, das Hotel entsprechend in Indien zu vermarkten. Andrew Christie behauptet, mit einer Inderin verheiratet zu sein, was ihn als Fachmann für orientalische Gäste ausweise. Für sein Spiel kann Christie Rajani Sharma gewinnen, die nun bei Bedarf als seine Ehefrau auftritt. Allerdings lehnt die junge Frau, eine Studentin der Kunstgeschichte, die gerade ihre Doktorarbeit schreibt, und während der Semesterferien als Zimmermädchen im Hotel arbeitet, sein Ansinnen zunächst empört ab. Erst ihre Kollegin Keira Henderson kannt sie dazu überreden, das Spiel mitzuspielen, um ihre Jobs zu retten. Andrew und Rajani spielen das Ehepaar so perfekt, dass sie sich tatsächlich immer mehr annähern, eine ganz neue Erfahrung für Rajani, die seit langem mit einem entfernten Cousin verlobt ist. Zwar ist sie im beruflichen Leben modern und selbstbestimmt, was aber auf ihr Liebesleben, das bisher nicht stattgefunden hat, nicht zutrifft. Da romantische Liebe für Rajani eigentlich ein westliches Konstrukt ist, das in ihren Augen oft scheitert, hat sie bisher auch die Auswahl durch ihre Familie nie infrage gestellt.
Als Rajanis Vater Murali Kenntnis von dem Spiel seiner Tochter bekommt, setzt er alles daran, Rajanis indischen Verlobten Tarun Manohar Prakash nach Cornwall zu lotsen. Aber auch Andrews Ehefrau Nell taucht überraschend wieder auf, um ihre Ehe weiterzuführen. Dass sie sich überschätzt hat, was ihre eigenen Fähigkeiten angeht, und das Angebot auf den Malediven nur in Kooperation mit ihrem Mann galt, behält sie wohlweislich für sich. Andrew hat seine Wahl jedoch schon längst getroffen und gesteht Rajani seine Liebe. Als die Inderin daraufhin mit ihrem Vater sprechen will, erzählt ihr Nell Christie, dass sie ein Kind erwarte und Rajani ja wohl einem Kind nicht den Vater nehmen wolle. Das wirkt, Rajani zieht sich zurück. Andrew weiß nicht, warum Rajani plötzlich einen Rückzieher macht, und resigniert. Rajanis Freundin Keira findet per Zufall heraus, dass Misses Christie gar nicht schwanger ist, und informiert Andrew. Der schwingt sich auf sein Motorrad, um die gerade stattfindende Eheschließung zwischen Rajani und ihrem Verlobten doch noch zu verhindern. Obwohl er zu spät ist, fügt sich alles in Wohlgefallen auf, denn Rajani hat es nicht über sich gebracht, Tarun ihr Jawort zu geben. 
Ein Jahr später: Eine große Hochzeitsfeier nach indischem Brauch steht an. Diesmal trägt Rajani das traditionelle rote Kleid einer glücklichen Braut. Tarun ist mit Keira zur Feier erschienen und meint mit Blick in deren Richtung, Cornwall habe viele hübsche Töchter, vielleicht finde er hier ja doch noch eine Braut.

## Produktion

### Dreharbeiten, Produktionsnotizen

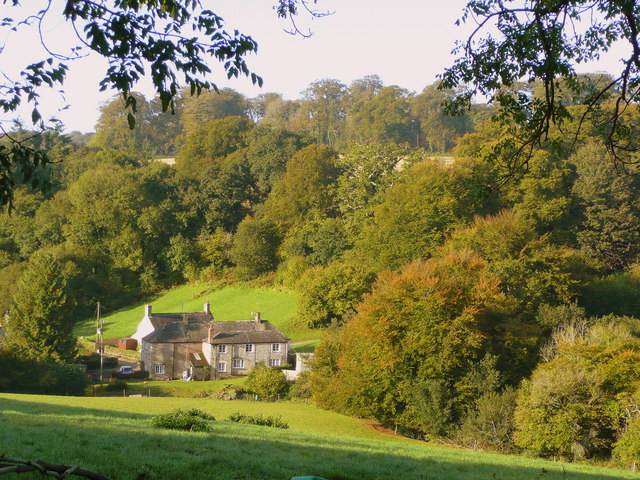
Brooks in der Gemeinde Boconnoc, einer der Drehorte im Film

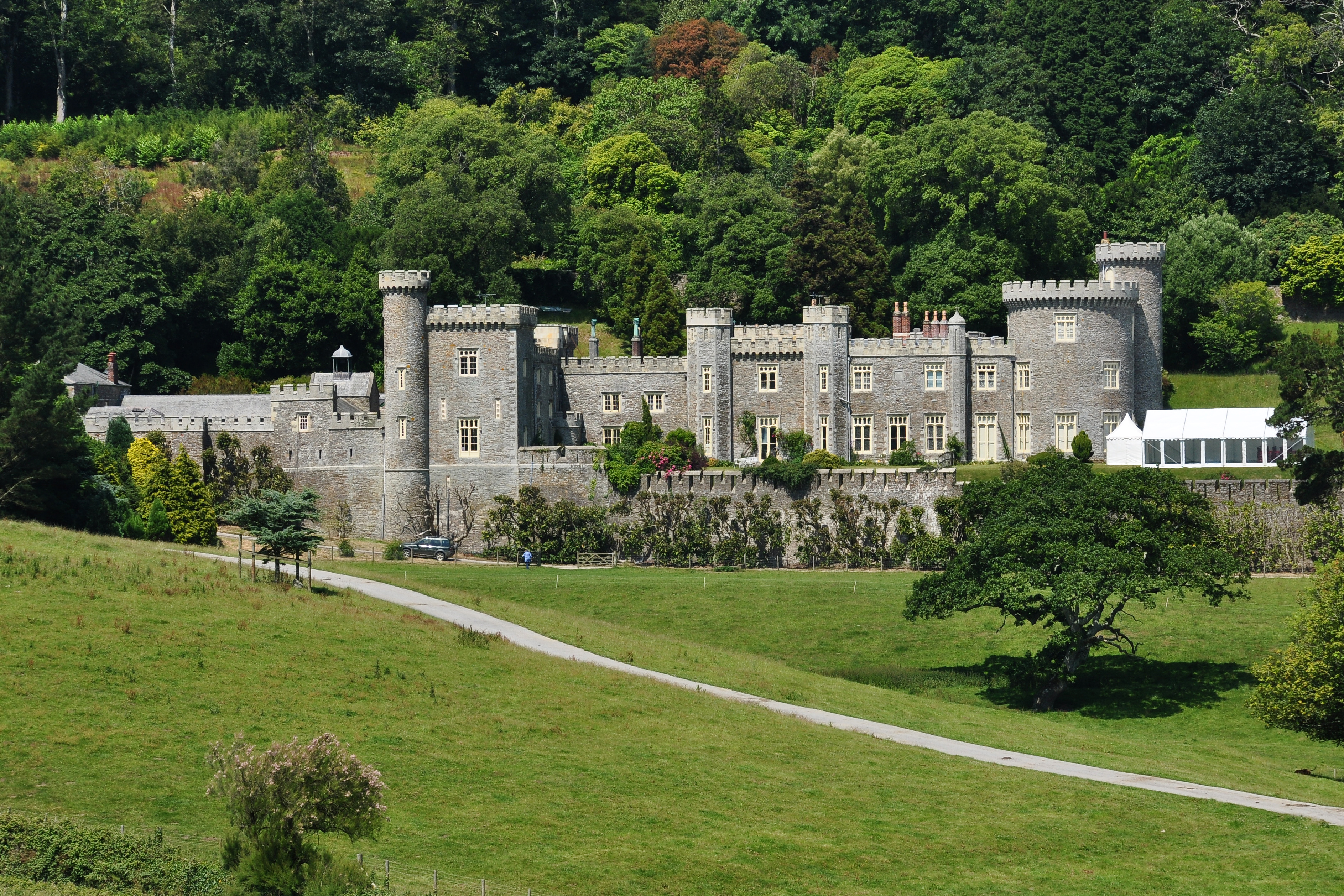
Caerhays Castle von Südosten, weiterer Drehort

Die versprochene Braut wurde vom 29. Mai bis zum 26. Juni 2013 an Schauplätzen auf Cornwall gedreht. Die Szenen, mit denen der Film eröffnet, sowie die Szenen am Ende des Films wurden in der Holywell Bay in Newquay gedreht. Ein kurzer Blick fällt auf Tinside Pool in Plymouth. Boconnoc in der Gemeinde Cornwall mit dem „Boconnoc House“ stellt das Hotel dar. Die Fahrt zum Anwesen von Lord Ebsworth führt zum Caerhays Castle. Das Haus, das Rajani zusammen mit ihrer Freundin und Arbeitskollegin Keira bewohnt, liegt oberhalb des Treyarnon Bay. Die für den Fotografen inszenierte Teezeremonie im Pavillon entstand in Truro im Victoria Garden. Die Strandszenen wurden am Strandcafé „The Watering Hole“ in Perranporth gedreht. Als Andrew auf der Suche nach einer geeigneten indischen Ehefrau unterwegs ist, führt ihn sein Weg nach Newquay ins „The Maharajah Indian Restaurant“, gelegen in der Cliff Road, wo auch weitere Straßenszenen gedreht wurden, so beispielsweise vor dem „Great Western Hotel“. Das Standesamt befindet sich in der Coinage Hall, die in Truro in der Boscawen Street liegt. Andrew und Nell haben eine Auseinandersetzung in Nähe der Lewinnick Lodge in Newquay auf der Penture Halbinsel. Im Hintergrund taucht kurz das Headland Hotel auf.
Erstellt wurde die Produktion unter dem Arbeitstitel Die indische Braut von der FFP New Media GmbH. Die zuständige Redakteurin fürs ZDF war Andrea Klingenschmitt. Die Produktionsleitung lag bei Elvira Bolz, die Herstellungsleitung bei Beate Balser.

### Hintergrund

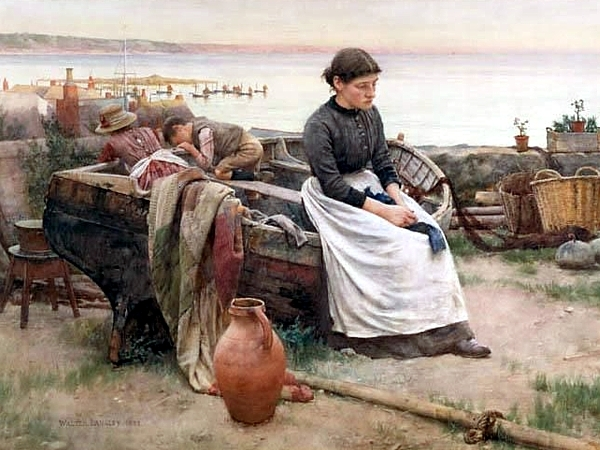
Bild von Walter Langley

Da Rajani Sharma, die Kunstgeschichte studiert, gern ein Originalbild des Malers des Spätimpressionismus und Mitbegründers der Newlyn School Walter Langley (1852–1922) anschauen möchte, sucht Andrew Christie aus Dankbarkeit für ihre Hilfe zusammen mit der jungen Frau Lord Elsworth auf, mit dessen Sohn er einst zur Schule ging und der mehrere Bilder des Malers besitzt, und ermöglicht ihr dessen sie besonders interessierendes Werk „Touch Of A Vanished Moment“ genauer in Augenschein zu nehmen.

## Veröffentlichung
Der Film wurde in Deutschland und Österreich am 8. September 2013 erstmals im Fernsehen ausgestrahlt. Das Studio Leonine gab ihn zusammen mit den Pilcher-Filmen Die Frau auf der Klippe (Film 107), Alte Herzen rosten nicht (Film 110), Zu hoch geflogen (Film 111), Besetzte Herzen (Film 112) und Evitas Rache (Film 113) innerhalb der „Rosamunde Pilcher Collection XVI – Liebe ist alles“ am 6. Juni 2014 auf DVD heraus. Zudem ist der Film innerhalb der Rosamunde Pilcher Collection zusammen mit dem Film Die Frau auf der Klippe auf DVD erhältlich.

## Rezeption

### Einschaltquote
Bei seiner Erstausstrahlung im ZDF wurde der Film von 5,96 Millionen Zuschauern eingeschaltet. Der Marktanteil lag bei 17,8 Prozent.

### Kritik
Die Kritiker der Fernsehzeitschrift TV Spielfilm zeigten mit dem Daumen zur Seite und meinten leicht sarkastisch: „Neuer Anschub für den Cornwall-Tourismus.“
Tilmann P. Gangloff bewertete den Film auf der Seite tittelbach.tv und gab ihm 3,5 von 6 möglichen Sternen. Zusammengefasst führte der Kritiker aus: Frischzellenkur für Rosamunde Pilcher. Romantic-Comedy-Flair statt dösiger Herz-Schmerz-Plotte bietet ‚Die versprochene Braut‘. Galionsfigur für den Widerstand gegen das Klischee des Sonntagsfilms im ‚Zweiten‘ ist Hauptdarstellerin Collien Ulmen-Fernandes. Ihrem Image zum Trotz: in der Rolle einer in England aufgewachsenen Tochter eines indischen Bankiers ist sie richtig gut. Auch alle anderen ‚jungen‘ Gesichter bringen Schwung in die gut ausgedachte Romanze mit komischer Note. Für die trockensten Witze aber sorgt Oldie Peer Jäger. Gangloff meinte, das sogenannte ZDF-‚Herzkino‘ richte sich „vor allem an Zuschauerinnen in den besten Jahren“ und sei „in der Regel ungenießbar, wenn die Geschichten nach Motiven von Rosamunde Pilcher entstanden“ seien. ‚Die versprochene Braut‘ zeige, „dass es auch anders geh[e]: Der Film [sei] verblüffend kurzweilig“. […] Die Dialoge seien „pointenreich und die Schauspieler ausnahmslos glaubwürdig; gerade Jochen Schropp beweis[e], dass er eigentlich viel zu gut ist, um seine Arbeitszeit als Vox-Moderator […] zu verschwenden“. Denise Zich verkörpere die Gattin „überzeugend als durchtriebenes Miststück“ und Nele Kiper nutze ihre Rolle als beste Freundin, „um markante Akzente zu setzen“. Einziger Wermutstropfen sei die ausgesprochen leb- und lieblos klingende Pilcher-Plastikmusik von Richard Blackford.
Der Filmdienst tat den Film mit den Worten ab: „Triviale (Fernseh-)Liebesgeschichte als wenig originelle ‚Pretty Woman‘-Variation, in der einmal mehr schöne Menschen vor schöner Kulisse glauben machen sollen, dass sie füreinander bestimmt sind. – Ab 14.“